# Eta Aquilae
Eta Aquilae (η Aql / η Aquilae) è un sistema stellare nella costellazione dell'Aquila, che in passato faceva parte della costellazione dell'Antinous. La stella è nota anche coi nomi derivati dall'ebraico Bezek o Bazak, che significa "luminoso".
La variabilità della componente principale è stata scoperta dall'astronomo Edward Pigott il 10 settembre 1784.

## Osservazione
Si tratta di una stella situata nell'emisfero celeste boreale, ma molto in prossimità dell'equatore celeste; ciò comporta che possa essere osservata da tutte le regioni abitate della Terra senza alcuna difficoltà e che sia invisibile soltanto nelle aree più interne del continente antartico. Nell'emisfero nord invece appare circumpolare solo molto oltre il circolo polare artico. Essendo di magnitudine 3,87, la si può osservare anche dai piccoli centri urbani senza difficoltà, sebbene un cielo non eccessivamente inquinato sia maggiormente indicato per la sua individuazione.
Il periodo migliore per la sua osservazione nel cielo serale ricade nei mesi compresi fra fine giugno e novembre; da entrambi gli emisferi il periodo di visibilità rimane indicativamente lo stesso, grazie alla posizione della stella non lontana dall'equatore celeste.

## Caratteristiche fisiche
Eta Aquilae A è la componente principale del sistema ed è una supergigante gialla di tipo spettrale F6Iab classificata come variabile cefeide, la cui luminosità varia tra la magnitudine 3,5 e 4,4 in un periodo di 7,1766 giorni. Assieme a Delta Cephei, Zeta Geminorum e Beta Doradus, è una delle cefeidi più facilmente visibili ad occhio nudo: vale a dire che la stella stessa e la sua variazione di luminosità possono essere facilmente distinti ad occhio nudo. Altre cefeidi come la Stella Polare sono luminose ma hanno delle variazioni della luminosità estremamente piccole.
L'astro si trova a circa 1200 anni luce da Terra ed è circa 11400 volte più luminosa del Sole, considerando tutte le lunghezze d'onda che la stella emette, ha un diametro 55 volte quello solare e la sua massa è quasi 6 volte superiore. Giunta nella fase finale della sua esistenza la stella è divenuta instabile, e si producono pulsazioni che fanno sì che la stella cambi le dimensioni e la temperatura, variando anche il tipo spettrale da F6.5 a G2 ad ogni ciclo.

### Compagne stellari
Ci sono due stelle compagne della cefeide, anche se studi passati non avevano completamente chiarito se la compagna individuata fosse legata gravitazionalmente alla principale.  Numerosi osservazioni furono fatte col telescopio spaziale Hubble, Benedict e colleghi nel 2007 notarono perturbazioni astrometriche nelle loro osservazioni ma non riuscirono a modellare un movimento orbitale adeguato. Nel 2013 Evans e colleghi riuscirono a risolvere una compagna larga che si trova visualmente a 0,66 secondi d'arco dalla principale, che a quella distanza corrispondono a 180 UA, suggerendo che probabilmente era presente anche che una terza componente, più vicina alla principale. L'anno successivo Gallenne e colleghi risolsero anch'essi la stella, indicandola come la componente C, una stella di classe da F1V a F6V, molto più fredda a quella che era stata ipotizzata in passato e che era causa del rilevamento di radiazione ultravioletta (e quindi proveniente da una stella più calda). Ciò lasciava supporre che la compagna calda B fosse evidentemente molto più vicina alla cefeide rispetto alla lontana componente C. 
Benedict e colleghi osservarono nuovamente la stella nel 2022, le misurazioni della velocità radiale non sono riuscite a trovare un adattamento soddisfacente per i parametri orbitali, il che suggerisce che l'orbita di η Aquilae B potrebbe essere vista frontalmente oppure essere molto vasta.